# Metropolisz (Franciaország)

A métropole-ok térképe

A francia métropole (metropolisz, nagyváros) a 2010-es években létrehozott településközi társulási forma Franciaországban. „A nagyváros [métropole] egy sajátos közjogi jogi személyiséggel rendelkező települési önkormányzati társulás, közintézeti jogállásban (EPCI).”
2020-ig huszonegy ilyen métropole (metropolisz) létesült, melyek mindegyike egy-egy nagy franciaországi város és vonzáskörzete községeinek társulásával és együttműködésének céljával alakult.

## Ismertetése
A francia önkormányzati társulási rendszerben a „településközi együttműködési közintézetek”, [más fordításban „településtársulások közcélú szervezetei”] (établissement public de coopération intercommunale, rövidítve EPCI-k) négy olyan típusa jött létre, amelyek önálló költségvetéssel és bevétellel rendelkeznek (EPCI à fiscalité propre). Ezek:
- a községközösség, communauté de communes
- a városközösség, communauté urbaine
- az agglomerációs közösség, communauté d’agglomeration
- a metropolisz (nagyváros), métropole.

A metropolisz mint intézmény a másik háromnál később jött létre. Ez a legnagyobb, a leginkább integrált településközi társulási forma.
2019 júliusáig huszonegy metropolisz létesült, köztük két különleges státuszú, Párizs és Marseille központtal. A lyoni metropolisz státusza – a többiétől eltérően – nem intercommunité, hanem „területi közösség” (collectivité territoriale).

### Története
Az első városközösségeket (communautés urbaines) egy 1966 végén elfogadott törvény alapján hozták létre. A decentralizációs reformok során más településközi társulási formák is kialakultak, ennek fontos állomása volt egy 1999. évi törvény. 2009-ben a kormány reformtervezete új, különleges társulások, métropole-ok (metropoliszok) létrehozását irányozta elő, amelyek többek között a megyék összes hatáskörének gyakorlását is átvették volna. Akkor kb. tíz ilyen métropole alakításával számoltak.
A 2010. december 16-án elfogadott törvény a területi közösségekről (collectivités territoriales) végül nem ezt az elképzelést tartalmazta, de „új intézményként hozta létre a nagyvárost, mely[n]ek alkotói – a fővárosi agglomeráció, az Île-de-France kivételével – főszabályként önkéntesen azok a városok voltak, melyek lakossága [az agglomerációval együtt] a létrehozáskor elérte az 500 000 főt, valamint az 1966. évi törvény alapján létrejött néhány városközösség. E törvény alapján csak egyetlen metropolisz létesült: Nice Côte d’Azur városközösségnek (Nizza) és Alpes-Maritimes három községközösségének társulásával (2012. január 1-től).
A 2014. január 27-i törvény jelentős változásokat tartalmazott, bizonyos esetekben kötelezően előírta metropolisz létrehozását. 
- Minden legalább 400 000 lakosú „településközi együttműködési közintézmény” (EPCI), amely legalább 650 000 lakosú városi területen (aire urbaine)[* 1] belül helyezkedett el, 2015. január 1-jén automatikusan metropolisszá alakult. Ezek: Bordeaux, Brest, Grenoble, Lille, Montpellier, Nantes, Rennes, Rouen, Strasbourg és Toulouse. Nizza már 2011-ben megkapta ezt a státuszt.
- A törvény megkülönböztetetten kezelt három nagyvárost.
  - Lyon és körzete 2015. január 1-jén városközösségből (communauté urbaine) lett metropolisz, de nem mint EPCI, hanem maradt területi közösség (collectivité territoriale)
  - 2016. január 1-jén lett metropolisz Aix-Marseille-Provence, számos Bouches-du-Rhône megyei község társulásával
  - 2016. január 1-jén lett metropolisz Grand Paris is, Párizs és az ún. „kis korona” községek társulásával.

Egy 2017. február 28-i törvény kiterjesztette a metropolisszá alakulás lehetőségét más EPCI-k számára is, amelyek a törvényben meghatározott feltételeknek megfelelnek, pl. ha népességük meghaladja a 400 000 főt.

### Feladat- és hatáskörök
A 2015 január 1-jével hatályba lépett törvény „az újonnan intézményesített metropoliszokból, azaz a korábbi 400 ezer fő feletti nagyvárosokból álló új területi adminisztratív szintet kreált… A Maptam-törvény a metropoliszok kompetenciáit a gazdaságfejlesztés, az innováció, a megújuló energiákra való áttérés és a várospolitikával kapcsolatos feladatok ellátásában határozta meg.”
A metropolisz a települési, a megyei és regionális önkormányzatok tekintetében és helyett egyaránt gyakorolhat – részben vagy egészben – feladat- és hatásköröket. Továbbá a központi államtól átruházott hatáskörben is elláthat egyes nagy közszolgáltatásokat. „Más társulásokkal ellentétben a nagyvárosok [métropole-ok] csak a tagjaik által kötelezően átruházott és a törvényben felsorolt feladat- és hatásköröket gyakorolhatják, azaz nem hozhatók létre általános hatáskörű szervként. Az átruházott hatáskörök gyakorlásába az átruházó önkormányzatok nem avatkozhatnak be.”

## A franciaországi metropoliszok listája
| Név                                      | Székhely         | Alakulás éve | Községek száma | Népesség (2019) |
| ---------------------------------------- | ---------------- | ------------ | -------------- | --------------- |
| Bordeaux metropolisz                     | Bordeaux         | 2015         | 28             | 814 049         |
| Brest metropolisz                        | Brest            | 2015         | 8              | 211 156         |
| Clermont Auvergne metropolisz            | Clermont-Ferrand | 2018         | 21             | 296 180         |
| Dijon metropolisz                        | Dijon            | 2017         | 24             | 255 127         |
| Grenoble-Alpes metropolisz               | Grenoble         | 2015         | 49             | 446 612         |
| Lille európai metropolisz                | Lille            | 2015         | 90             | 1 179 050       |
| Metz eurometropolisz                     | Metz             | 2018         | 44             | 224 863         |
| Montpellier Méditerranée metropolisz     | Montpellier      | 2015         | 31             | 491 417         |
| Grand Nancy metropolisz                  | Nancy            | 2016         | 20             | 257 915         |
| Nantes metropolisz                       | Nantes           | 2015         | 24             | 665 204         |
| Nice Côte d’Azur metropolisz             | Nizza            | 2011         | 49             | 550 498         |
| Orléans metropolisz                      | Orléans          | 2017         | 22             | 288 229         |
| Rennes metropolisz                       | Rennes           | 2015         | 43             | 457 416         |
| Rouen Normandie metropolisz              | Rouen            | 2015         | 71             | 494 299         |
| Saint-Étienne metropolisz                | Saint-Étienne    | 2018         | 53             | 405 479         |
| Strasbourg eurometropolisz               | Strasbourg       | 2015         | 33             | 505 272         |
| Toulon-Provence-Méditerranée metropolisz | Toulon           | 2018         | 12             | 443 229         |
| Toulouse metropolisz                     | Toulouse         | 2015         | 37             | 796 203         |
| Tours metropolisz Val de Loire           | Tours            | 2017         | 22             | 296 074         |
| Különleges státusszal                    |                  |              |                |                 |
| Aix-Marseille-Provence metropolisz       | Marseille        | 2016         | 92             | 1 898 561       |
| Nagy-Párizs metropolisz                  | Párizs           | 2016         | 131            | 7 094 649       |

## A metropoliszok régiónkénti megoszlása
Hat régióban egynél több metropolisz van:
- Auvergne-Rhône-Alpes – Clermont-Ferrand, Grenoble, Saint-Étienne metropolisza és Lyon, habár az utóbbi metropoliszának különleges státusza van (collectivité territoriale à statut particulier)
- Bretagne – Brest és Rennes metropolisza
- Centre-Val de Loire – Orléans és Tours metropolisza
- Grand Est – Metz, Nancy és Strasbourg metropolisza
- Okcitánia – Montpellier és Toulouse metropolisza
- Provence-Alpes-Côte d’Azur – Marseille, Nizza és Toulon metropolisza.

További hat régióban egy-egy metropolisz van:
- Burgundia-Franche-Comté – Dijon metropolisza
- Hauts-de-France – Lille metropolisza
- Île-de-France – Nagy-Párizs metropolisza
- Loire mente – Nantes metropolisza
- Normandia – Rouen metropolisza
- Új-Aquitania – Bordeaux metropolisza

Nincs metropolisz Korzikán, valamint a tengerentúli megyékben és régiókban.

## Fordítás
- Ez a szócikk részben vagy egészben  a   Métropole című angol Wikipédia-szócikk ezen változatának fordításán alapul.  Az eredeti cikk szerkesztőit annak laptörténete sorolja fel. Ez a jelzés csupán a megfogalmazás eredetét és a szerzői jogokat jelzi, nem szolgál a cikkben szereplő információk forrásmegjelöléseként.
- Ez a szócikk részben vagy egészben  a   Métropole (intercommunalité française) című francia Wikipédia-szócikk ezen változatának fordításán alapul.  Az eredeti cikk szerkesztőit annak laptörténete sorolja fel. Ez a jelzés csupán a megfogalmazás eredetét és a szerzői jogokat jelzi, nem szolgál a cikkben szereplő információk forrásmegjelöléseként.